# Lorenzo Fratellini
Lorenzo Fratellini ou Lorenzo Maria Fratellini (Florence, 1690 - 1729), est un peintre italien  qui a été actif à la fin de l'ère baroque au début du XVIIIe siècle.

## Biographie
Lorenzo Fratellini  est le fils de Giovanna Fratellini, une femme peintre, renommée pour ses portraits miniatures, qui lui apprit la peinture. Comme sa mère il a parachevé son apprentissage auprès d'Anton Domenico Gabbiani.
Il s'est spécialisé dans les natures mortes et les vedute.

## Œuvres

## Source de lma traduction
- (en) Cet article est partiellement ou en totalité issu de l’article de Wikipédia en anglais intitulé « Lorenzo Fratellini » (voir la liste des auteurs).